# Gongrocnemis dubia
Gongrocnemis dubia är en insektsart som beskrevs av Piza Jr. 1977. Gongrocnemis dubia ingår i släktet Gongrocnemis och familjen vårtbitare. Inga underarter finns listade i Catalogue of Life.